# (15967) Clairearmstrong
Pour les articles homonymes, voir Armstrong.
(15967) Clairearmstrong est un astéroïde de la ceinture principale.

## Nom
L'astéroïde, découvert par l'astronome amateur Mark Armstrong, fut nommé d'après sa femme, Claire Armstrong, également astronome.

## Description
(15967) Clairearmstrong est un astéroïde de la ceinture principale. Il fut découvert le 24 février 1998 à Rolvenden par Mark Armstrong. Il présente une orbite caractérisée par un demi-grand axe de 2,64 UA, une excentricité de 0,29 et une inclinaison de 12,2° par rapport à l'écliptique.

## Compléments